# Шартрський собор
Ша́ртрський собо́р (фр. Cathédrale de Chartres), або Ша́ртрський кафедра́льний собо́р Ді́ви Марі́ї (фр. Cathédrale Notre-Dame de Chartres) — католицький катедральний собор у Франції, у місті Шартр префектури департаменту Ер і Луар. Споруджений у 1194—1220 роках. Названий на честь Діви Марії. Пам'ятка культової готичної архітектури. Розташований за 90 км на південний захід від Парижа. 1979 року внесений до списку об'єктів Світової спадщини ЮНЕСКО. Також — Шартрський Нотр-Дам.

## Опис

### Загальний вигляд
Шартрський собор — тринавна споруда з хрестоподібним плануванням з невеликим трансептом і деамбулаторієм. Східна частина храму має декілька напіввідкритих радіальних каплиць, три з яких помітно виступають за межі півкола деамбулаторія, а решта чотири мають меншу глибину.
На час зведення собору його склепіння було найвищим у Франції — цього вдалося досягнути за рахунок використання аркбутанів, що спираються на контрфорси. Додаткові аркбутани, що підтримують апсиду, з'явились у XIV столітті. Таким чином, собор був першим, у конструкції якого був використаний цей архітектурний елемент, що надало йому досі незнані обриси, дозволило збільшити розміри віконниць і висоту нави (36 метрів).
Особливістю зовнішнього вигляду собору є його дві відмінні одна від одної вежі. 105-метровий шпиль південної башти відноситься до 1140 року, його виконано у формі романської піраміди, північна ж вежа заввишки 113 метрів має основу, яка залишилася від романського собору, а її шпиль з'явився на початку XVI століття і є взірцем пізньої готики.
Собор міста Шартра має 9 порталів, три з яких збереглися від старого романського собору. Північний портал датується 1230 роком і містить скульптури персонажів Старого Заповіту. У південному порталі, створення якого припало на період між 1224 і 1250 роками, використано сюжети з Нового Заповіту з центральною композицією, присвяченою Страшному Судові. Західний портал Христа та Діви Марії, відомий під назвою Королівський, датується 1150 роком, й має дуже відоме зображення Христа у Славі, створене тоді ж (у XII столітті).
Входи до північного та південного трансептів оздоблені скульптурами XIII століття. Загалом зовнішній вигляд собору прикрашають близько 10 000 скульптурних зображень з каменю та скла.
На південному боці собору розміщений астрономічний годинник XVI століття. До того часу, як у 1793 році зламався механізм приладу, соборний годинник не лише показував час, але й день тижня, місяць, час сходу й заходу Сонця, фази Місяця.

### Інтер'єр
Інтер'єр Шартрського собору також відзначається вишуканістю й багатством.

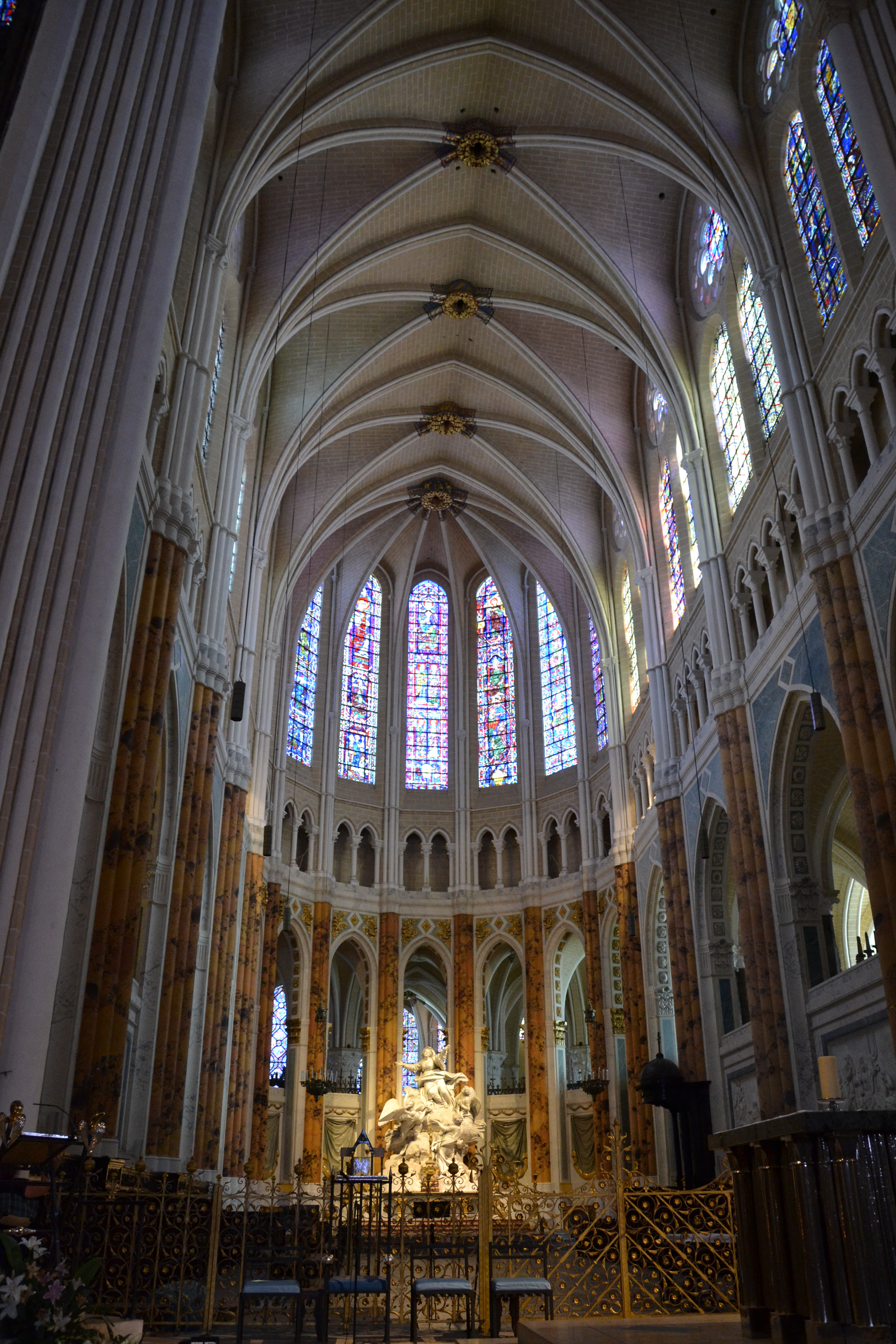

Простора нави не має собі рівних у всій Франції, вона простяга́ється до чудової апсиди в східній частині собору. Між аркадами і горішніми рядами вікон центральної нави розміщений трифорій, масивні колони собору оточені чотирма могутніми пілястрами. Склепінчаста галерея деамбулаторію огинає хор і вівтарну частину, що відокремлені від решти простору різьбленим простінком. Ця стіна з'явилася на початку XVI століття і під час двох наступних поступово прикрашалася різьбленими фігурами, що зображають сцени життєвого шляху Христа і Діви Марії.
Собор у Шартрі славиться кольоровими вітражами, загальна площа яких становить близько 2000 м². Шартрське зібрання середньовічних вітражів є унікальним: понад 150 вікон, найдавніші з них були створені ще в XII столітті. Крім великих вітражних троянд на західному фасаді, південному та північному трансептах, найвідомішими є вітражне вікно 1150 року «Богородиця з прекрасного скла» і композиція «Дерево Єсеєве».
Вітражам Шартрського собору притаманна надзвичайна насиченість і чистота барв, таємниця виготовлення яких тепер вважається втраченою. Зображення на вітражах відзначаються великою тематичною широтою — сцени зі Старого і Нового Заповітів, сюжети з життя пророків, королів, лицарів, ремісників і навіть селян.
Підлога собору прикрашена давнім лабіринтом 1205 року. Він символізує шлях вірянина до Бога, і дотепер використовується прочанами для медитацій, звернення й спілкування з Всевишнім. Із цього лабіринту є лише один шлях. Його розмір практично збігається з розміром троянди західного фасаду, а відстань від західного входу до лабіринту точно дорівнює висоті розміщення (від підлоги) вікна.

Вітражі Шартрського собору
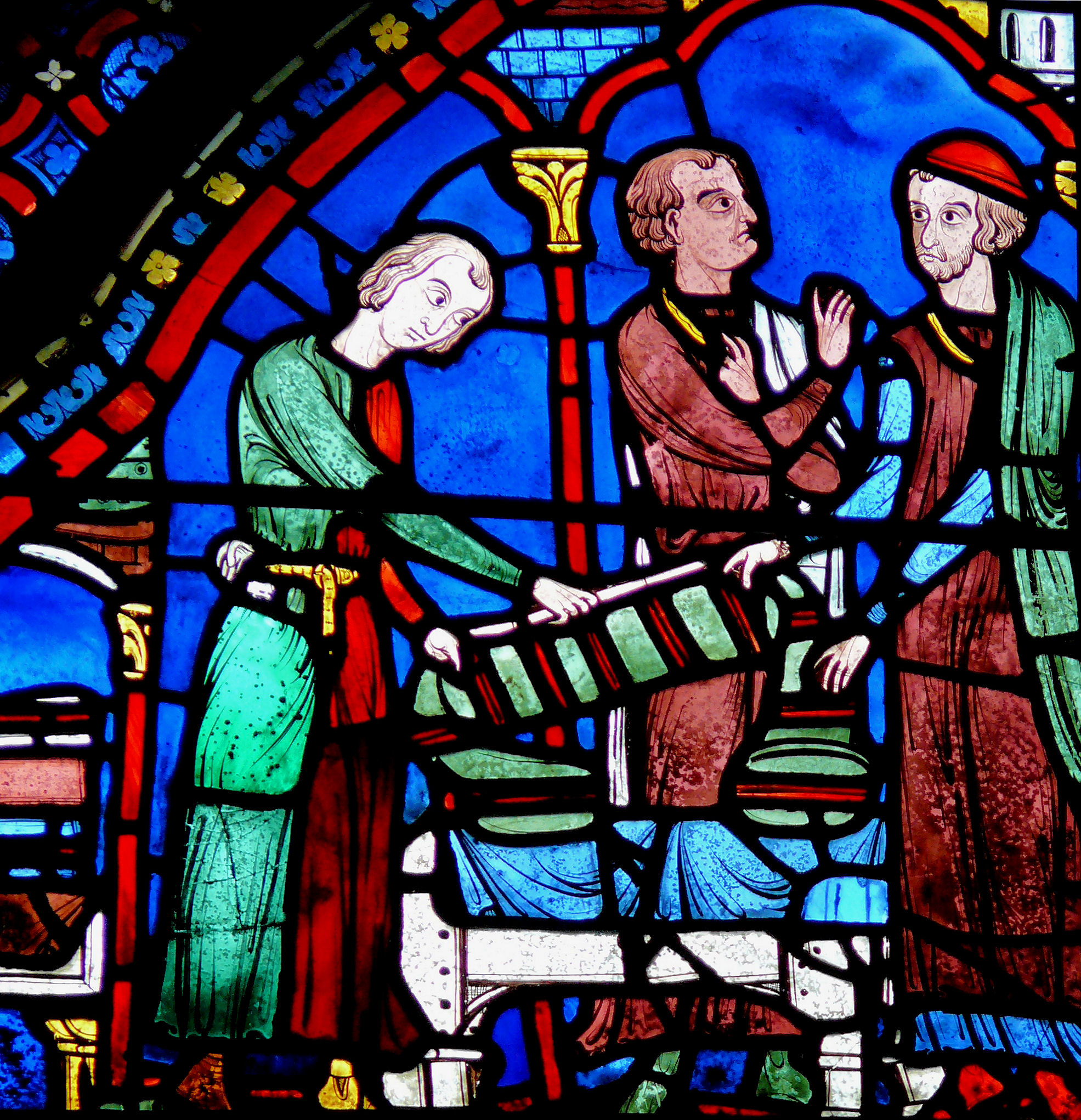
Фрагмент «Житія Якова Заведеєва»
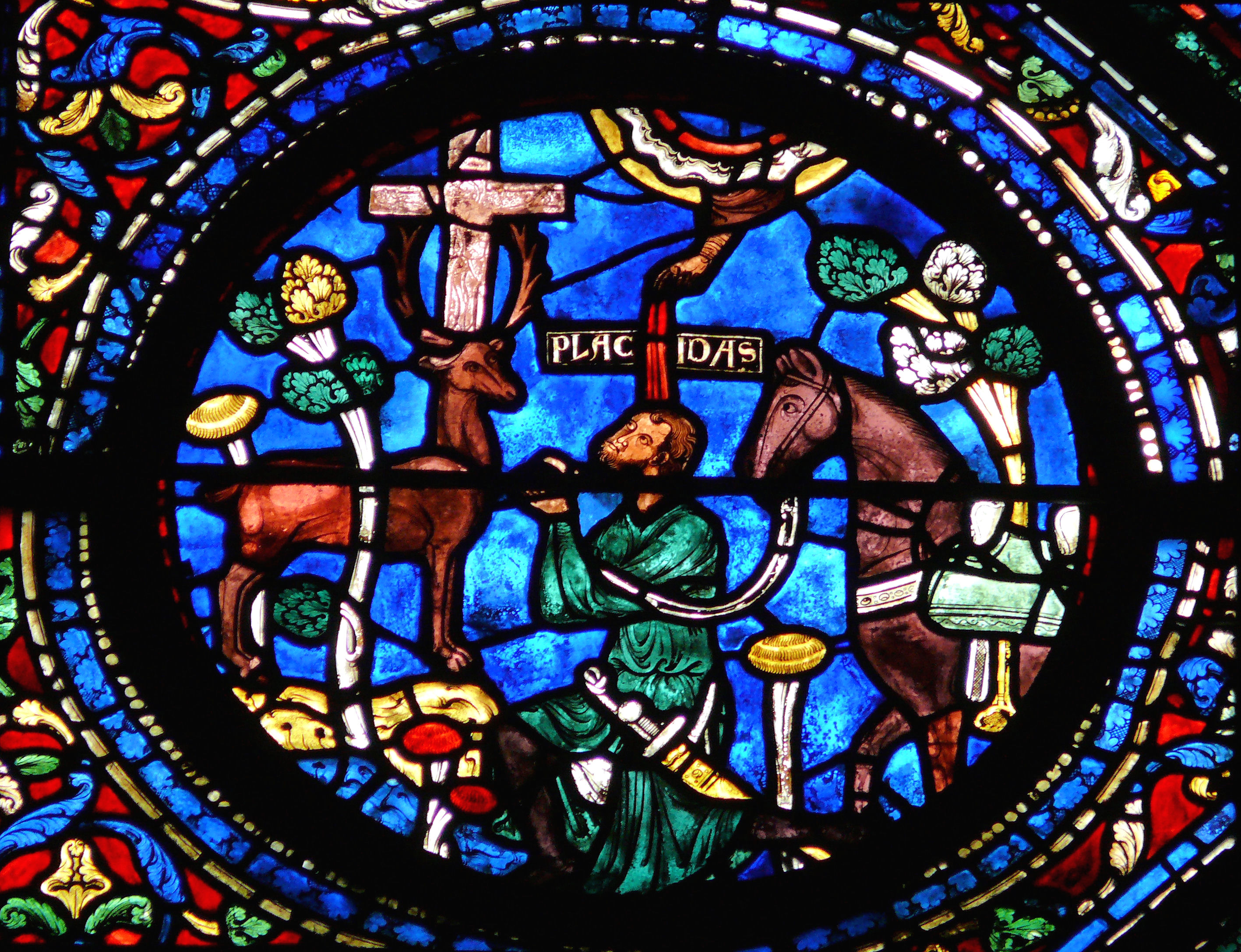
Вітраж «Житіє святого Євстафія»
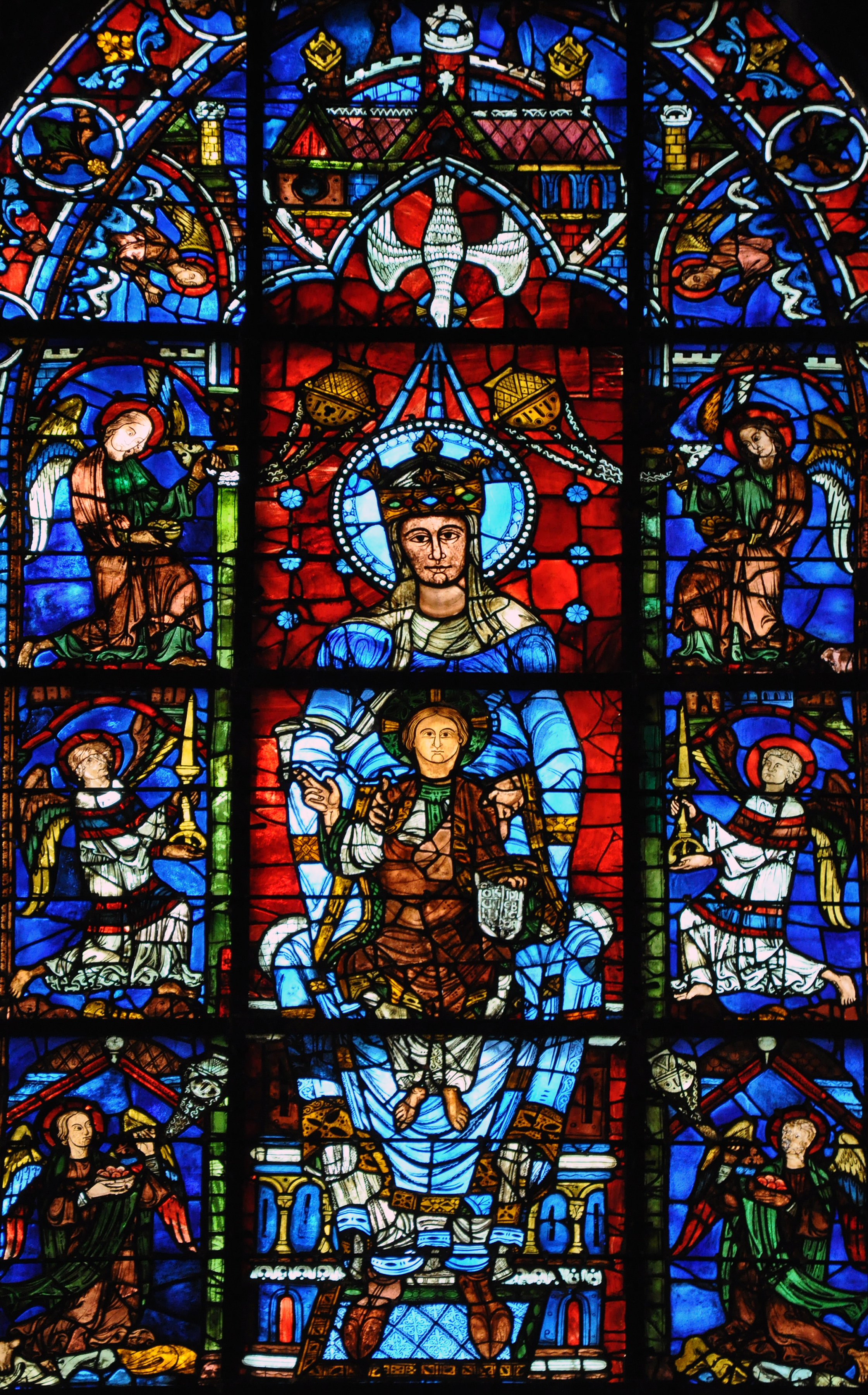
Фрагмент вітражу «Богородиця з прекрасного скла»
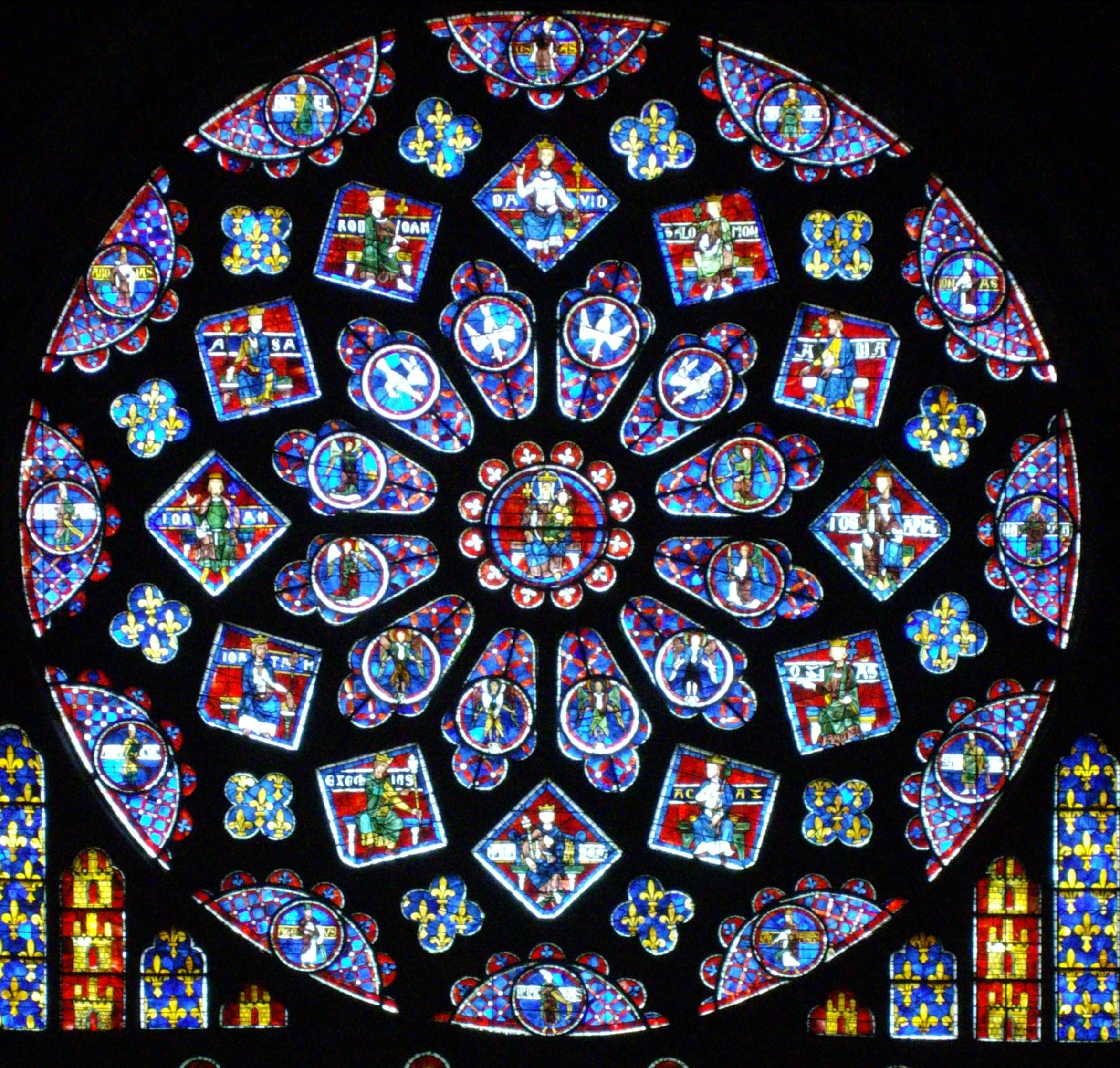
Фрагмент північного вікна
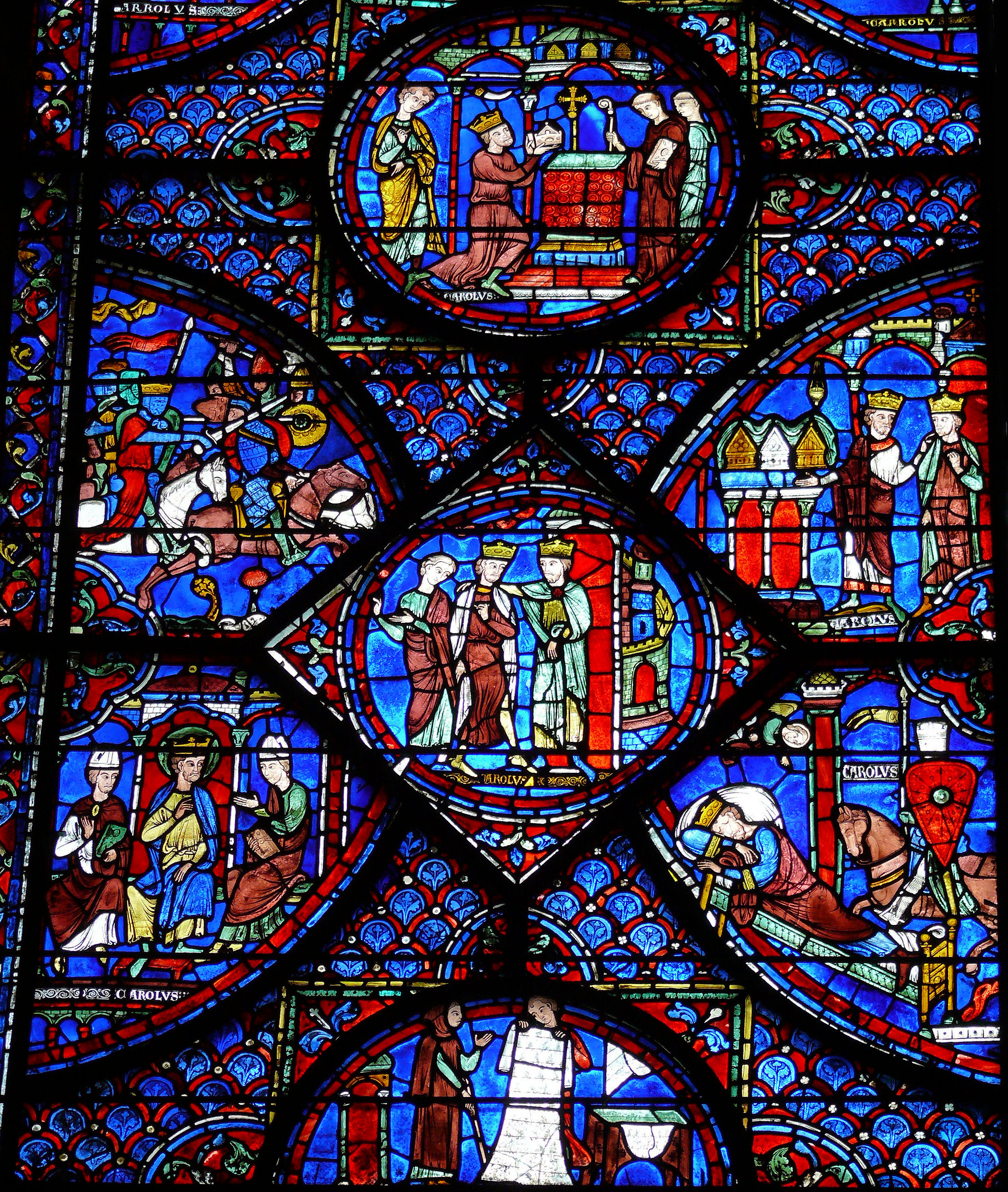
Вітраж «Житіє Карла»
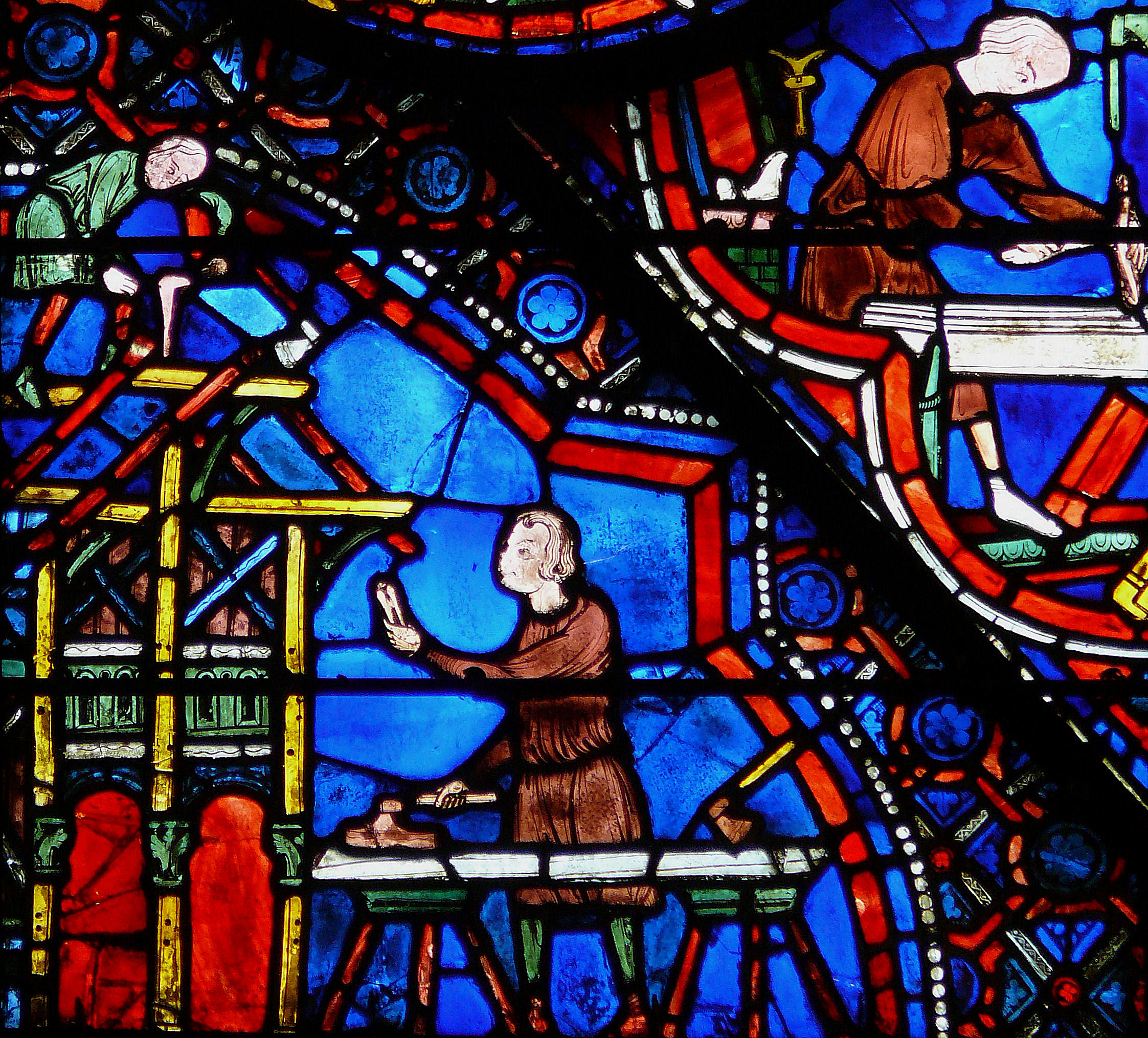
Вітраж «Теслярі»
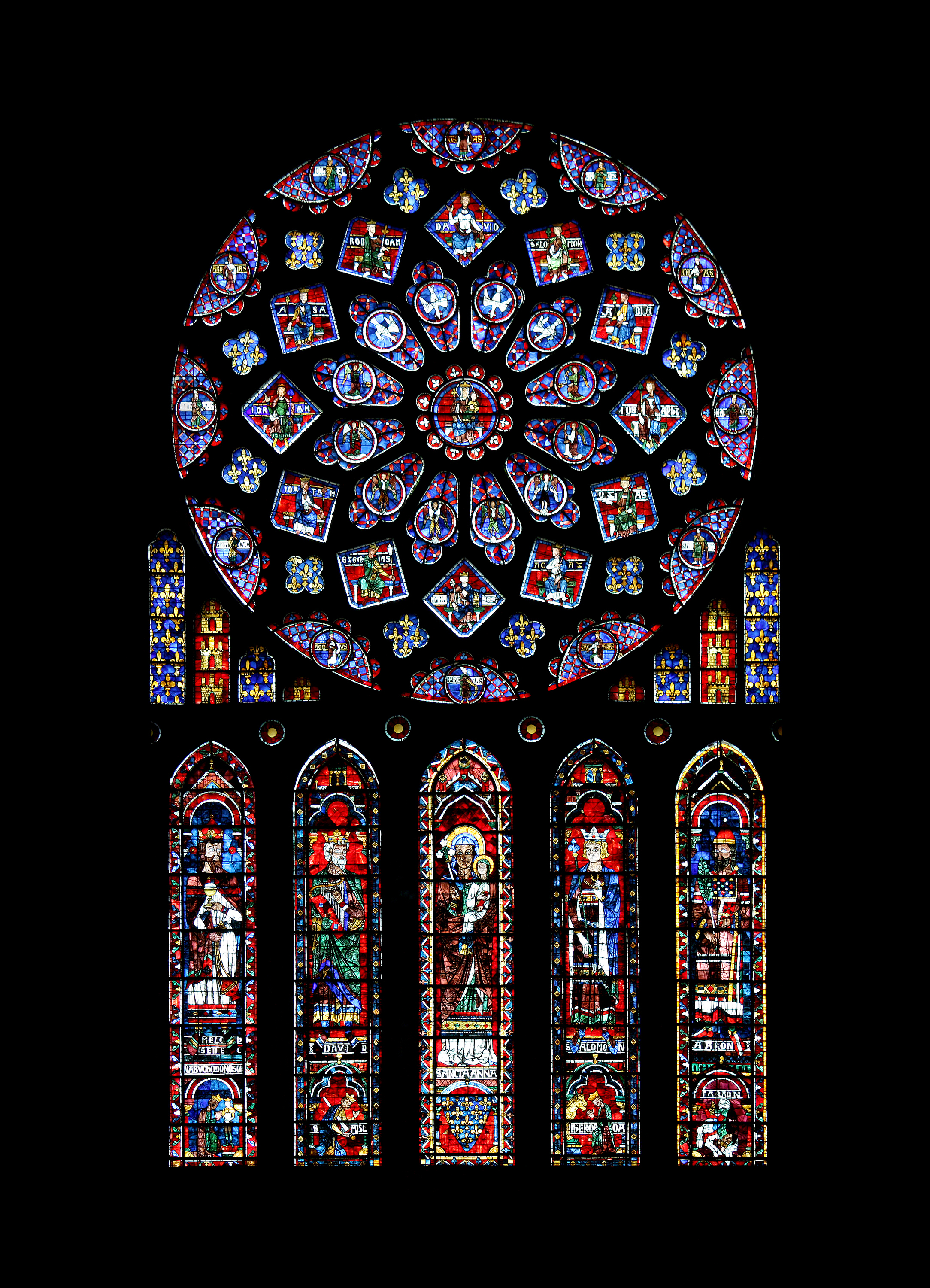
Північне вікно, вітраж.1235
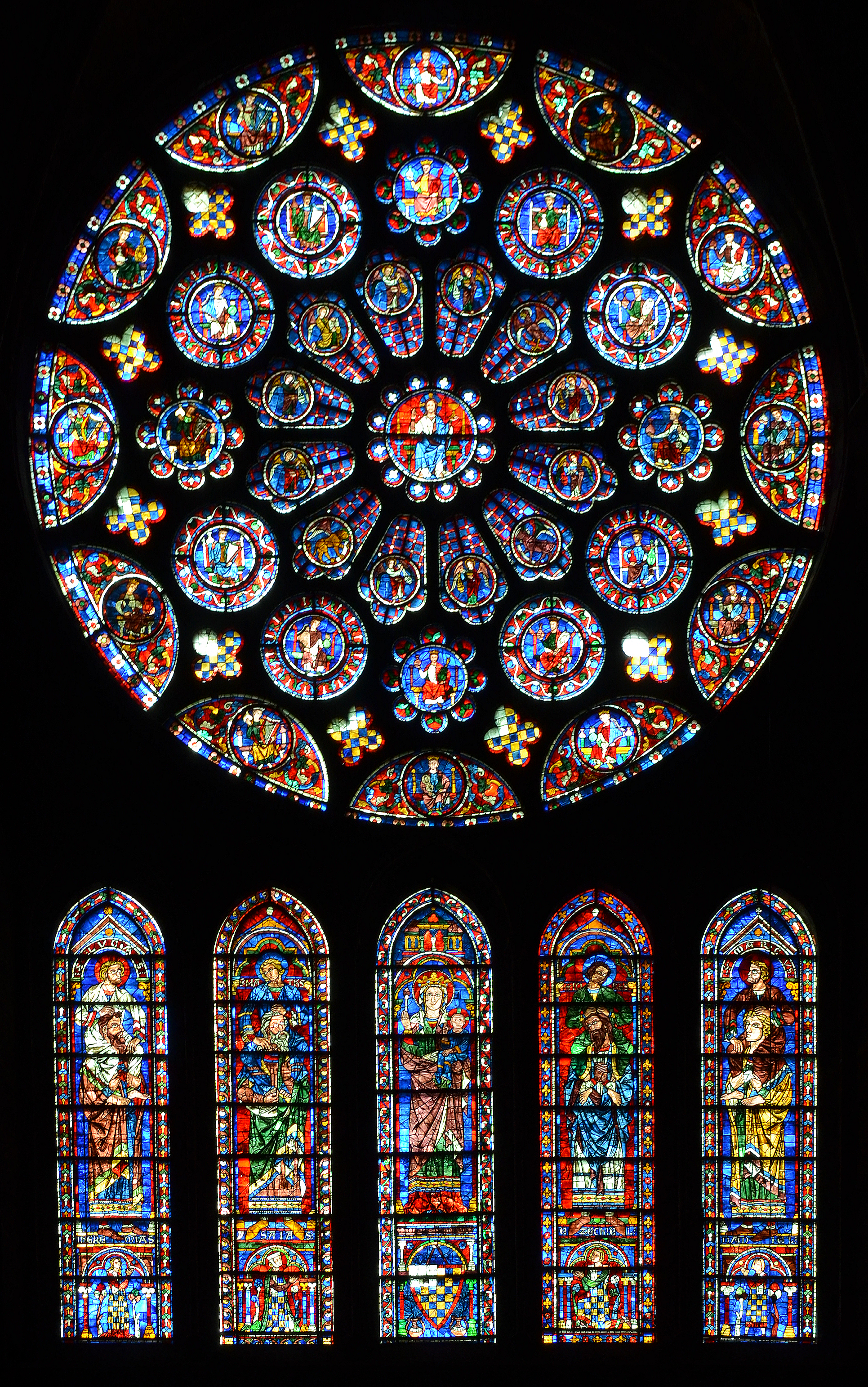
Південне вікно. вітраж.1221-30
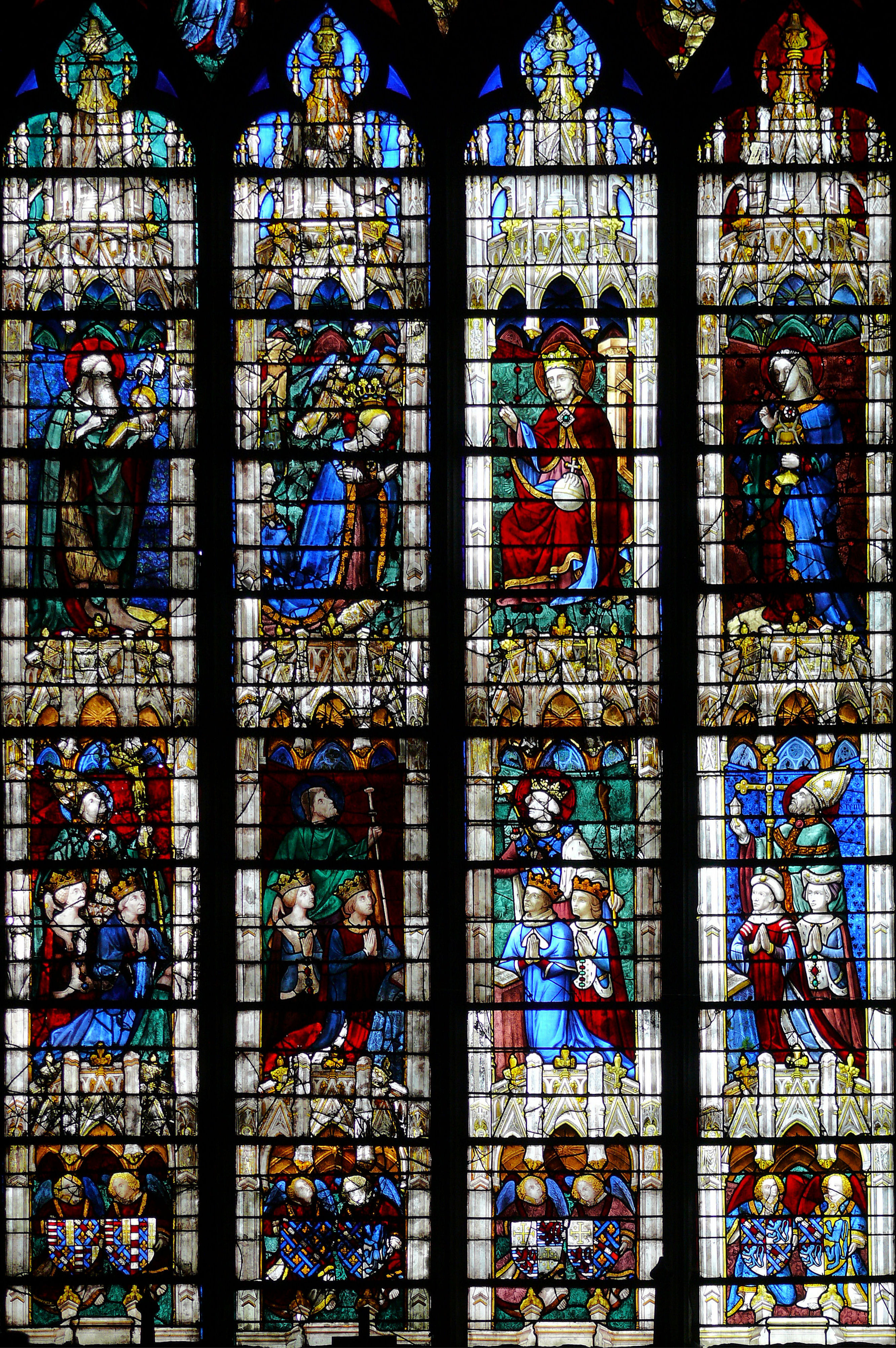
Вікно каплиці, вітраж.1415
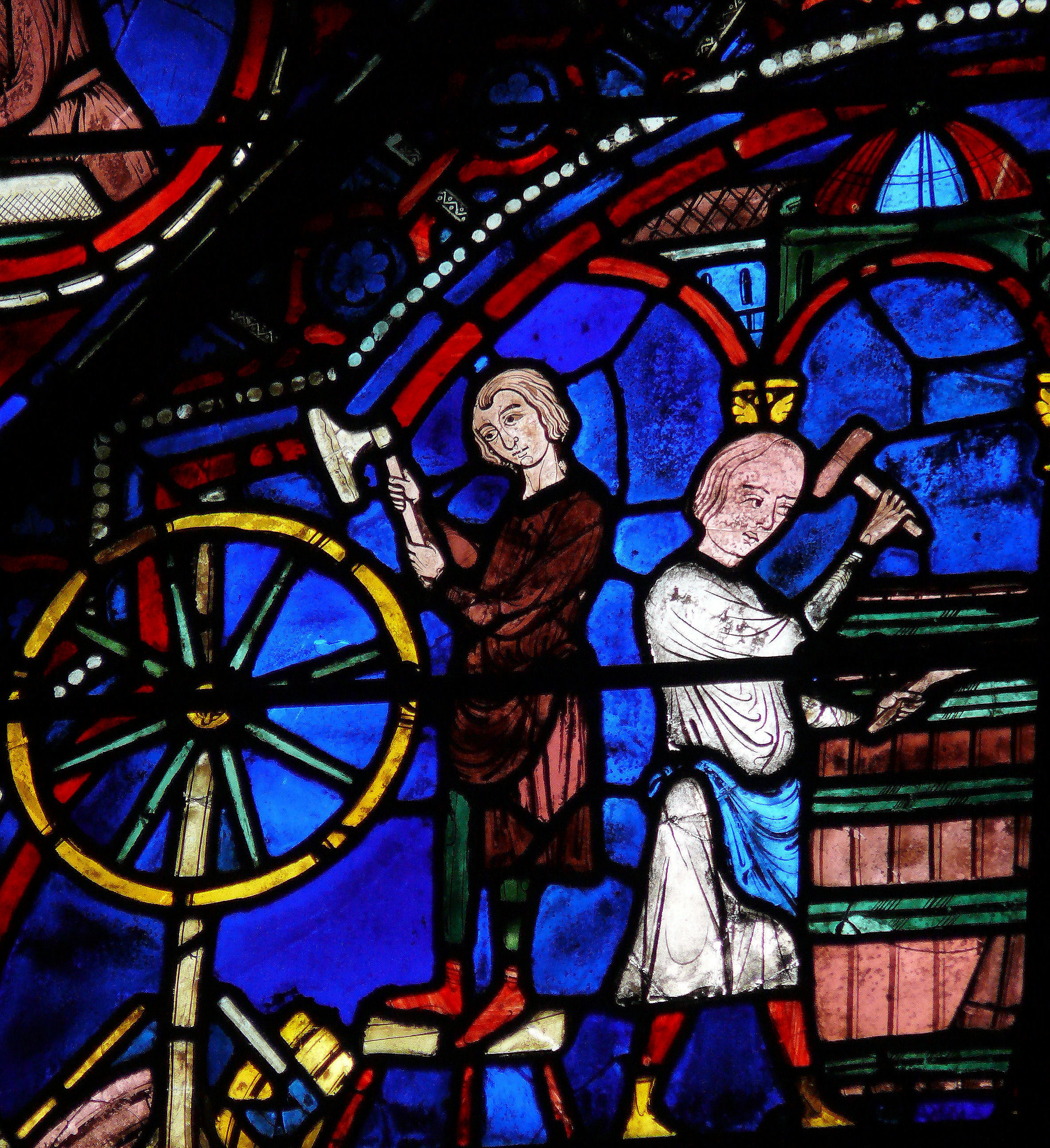
Бондар і стельмах
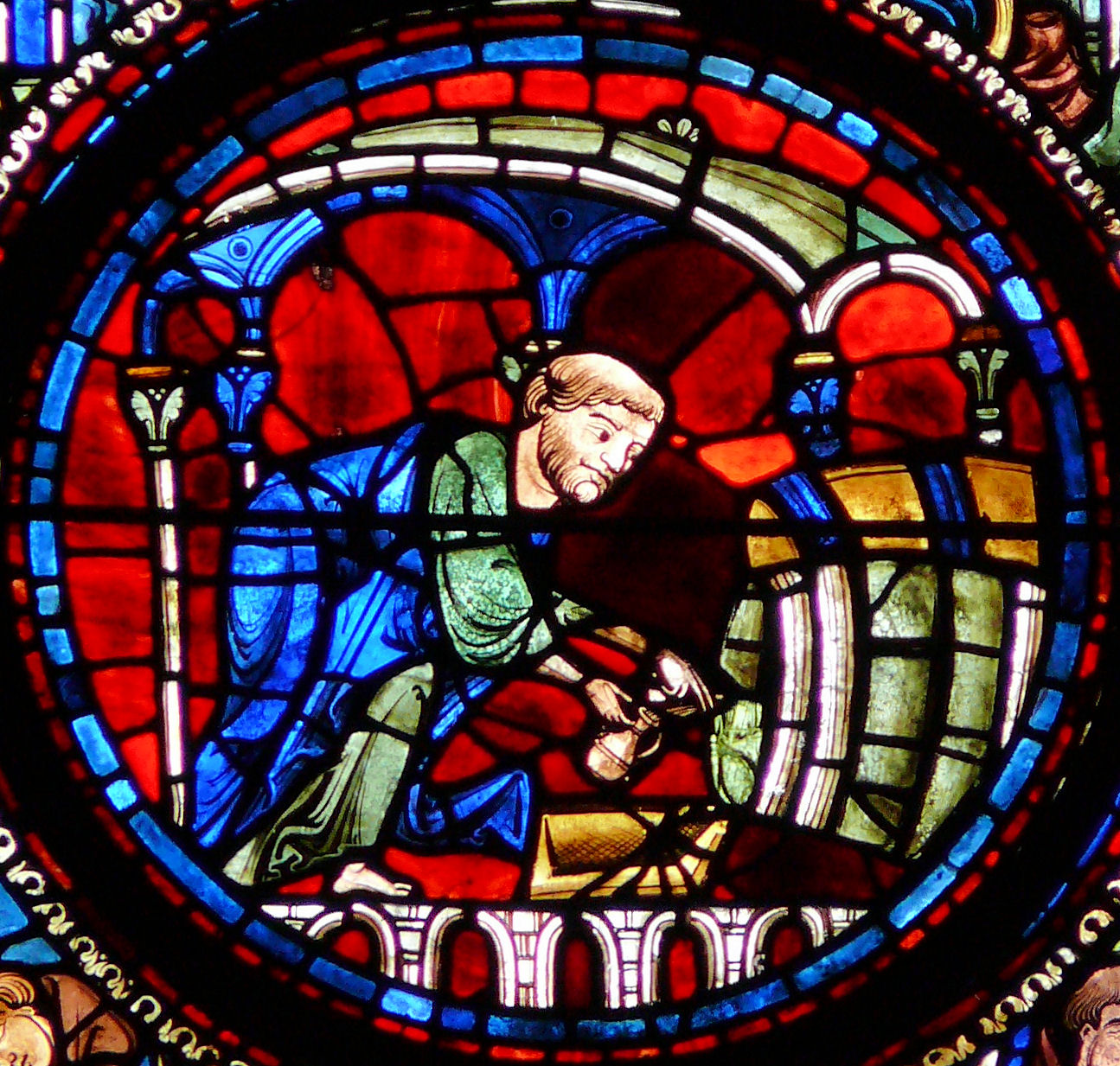
Цідіння вина з бочки
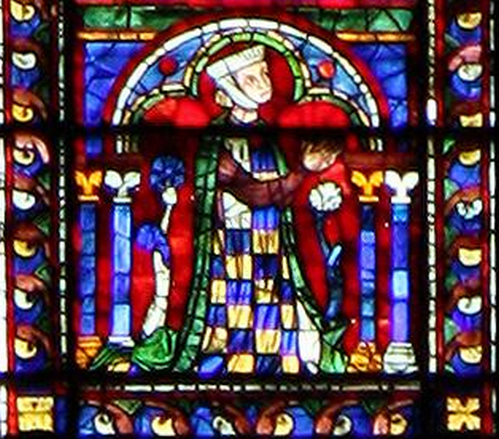
Герцогиня Аліса. Троянда південного фасаду

## Історія
На місці сучасного Шартрського собору здавна стояли церкви. Від 876 року в місті зберігається Свята плащаниця Діви Марії. На місці першого кафедрального собору, що згорів у 1020 році, було зведено романський собор з величезною криптою. Він пережив пожежу 1134 року, що зруйнувала практично все місто, але сильно постраждав під час пожежі 10 червня 1194 року. Від цієї пожежі, що зайнялася від удару блискавки, вціліли лише башти разом із західним фасадом і крипта. Чудесний порятунок від вогню священної плащаниці був сприйнятий як знамення згори, й став підставою для будівництва нової, ще грандіознішої споруди.
Зведення нового собору почалось у тому ж 1194 році на пожертви, що стікалися до Шартру зі всієї Франції. Міські жителі добровільно доставляли каміння з довколишніх каменярень. При будівництві нової кафедри за основу було взято попередній проект, крім того в собор «вписали» рештки старої будівлі.
Основні робо зберігся до наших днів практично неушкодженим. Він уникнув руйнувань та пограбувань, ніколи не реставрувався і не знав реконструкції. Нині собор, як і в попередні століття, є місцем паломництва християн. Крім того, Шартрський собор є головною туристичною принадою міста.

## Галерея

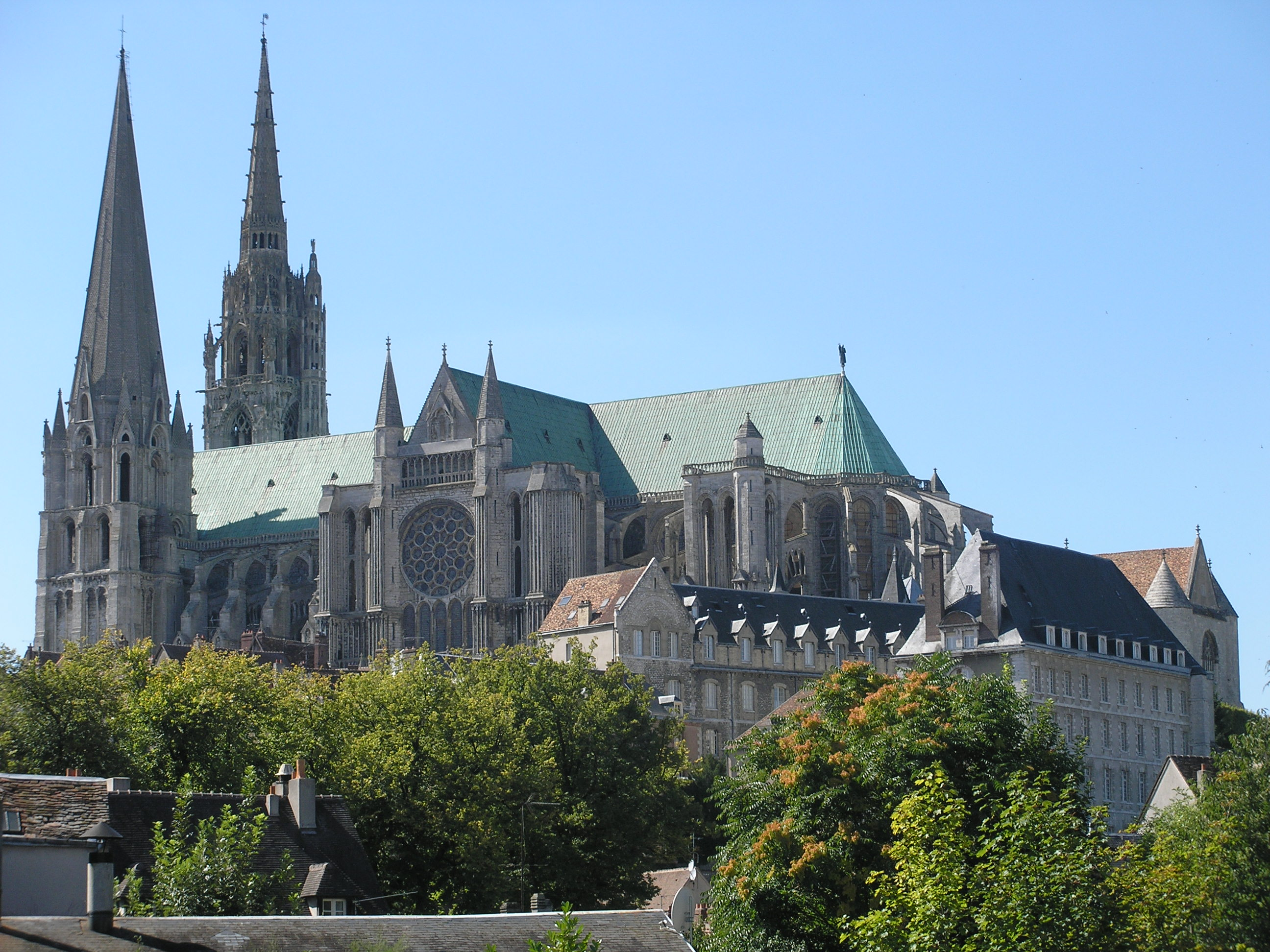
Вигляд собору з південного боку
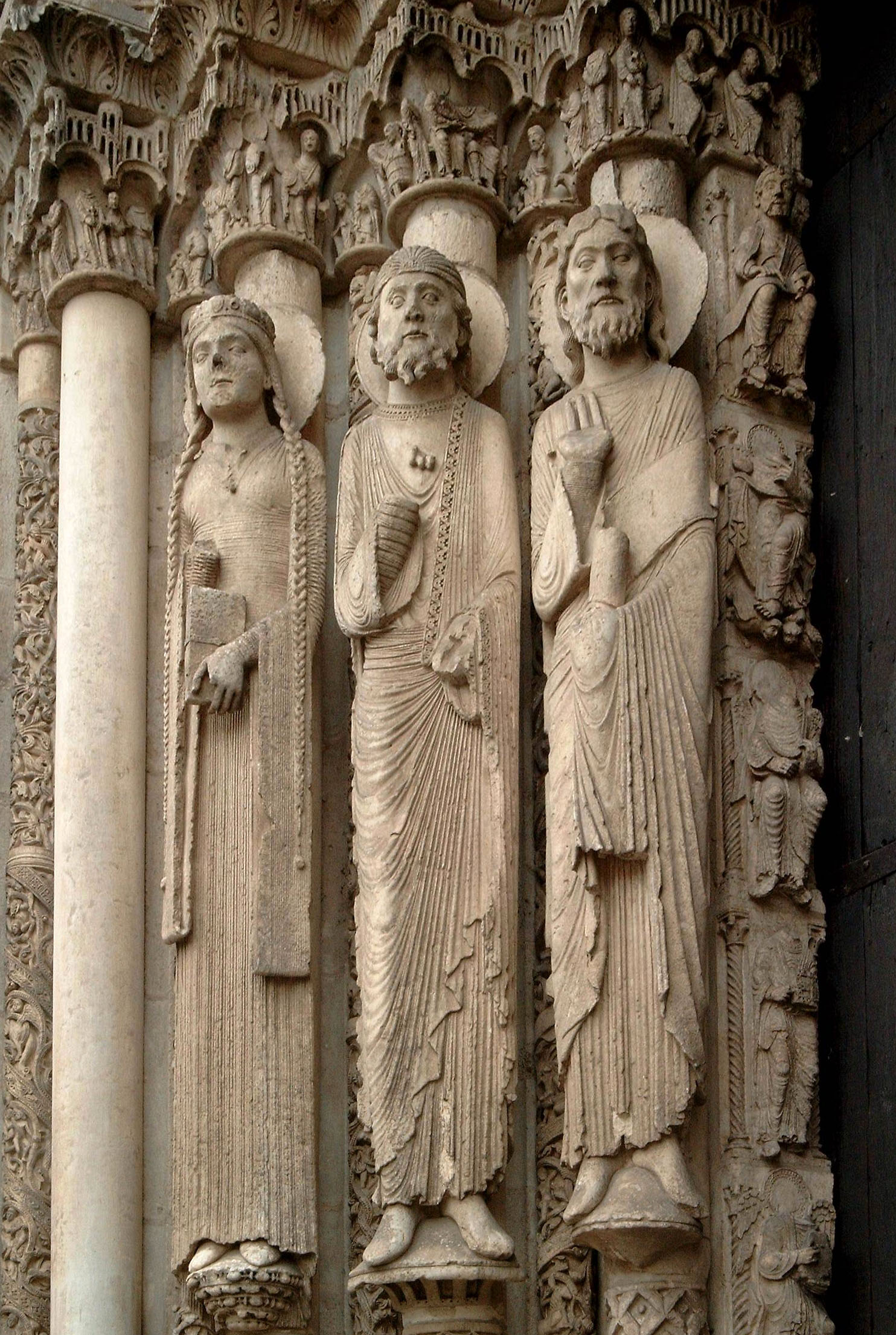
Фрагмент королівського порталу
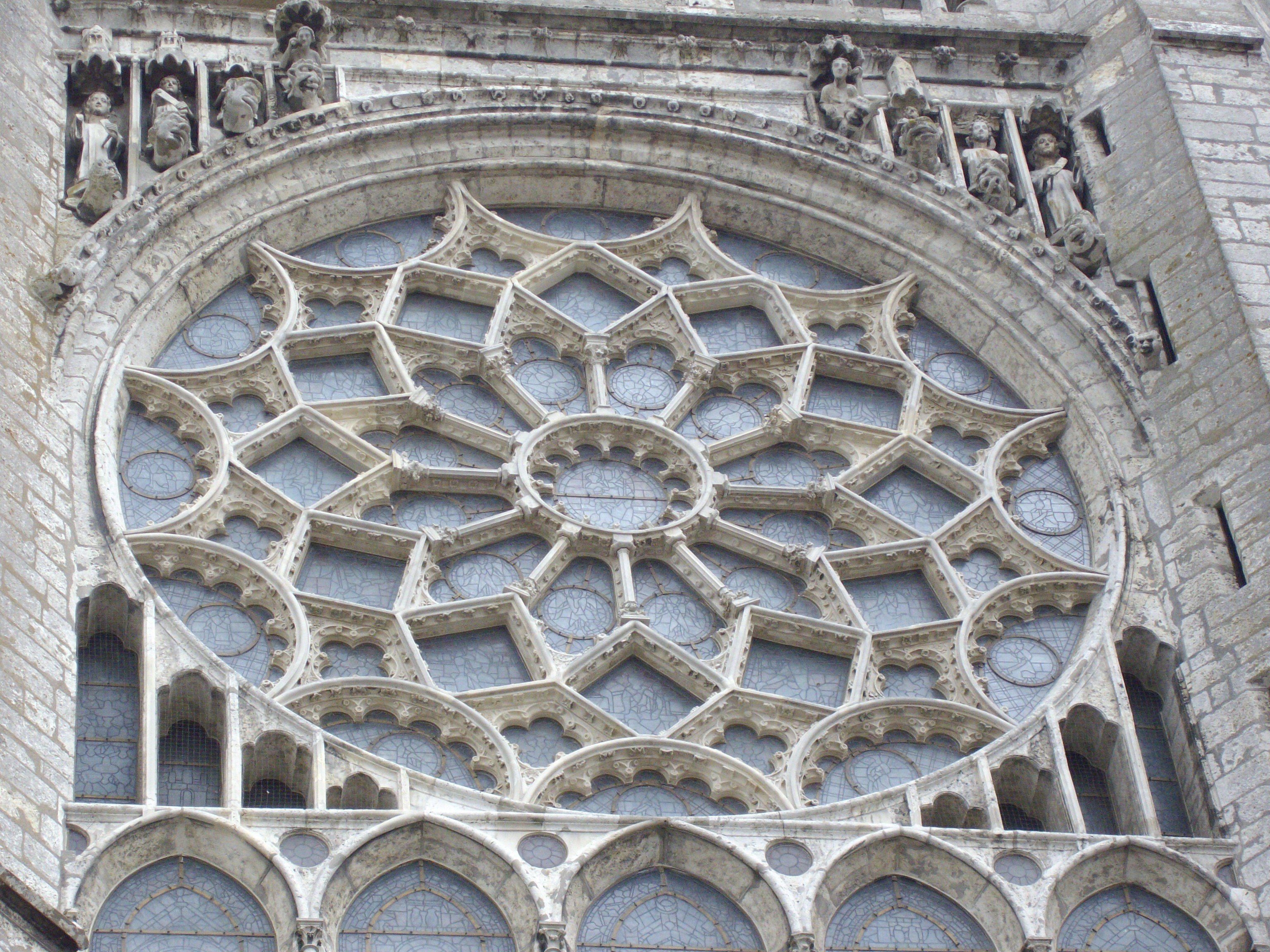
Вікно-троянда північного трансепту
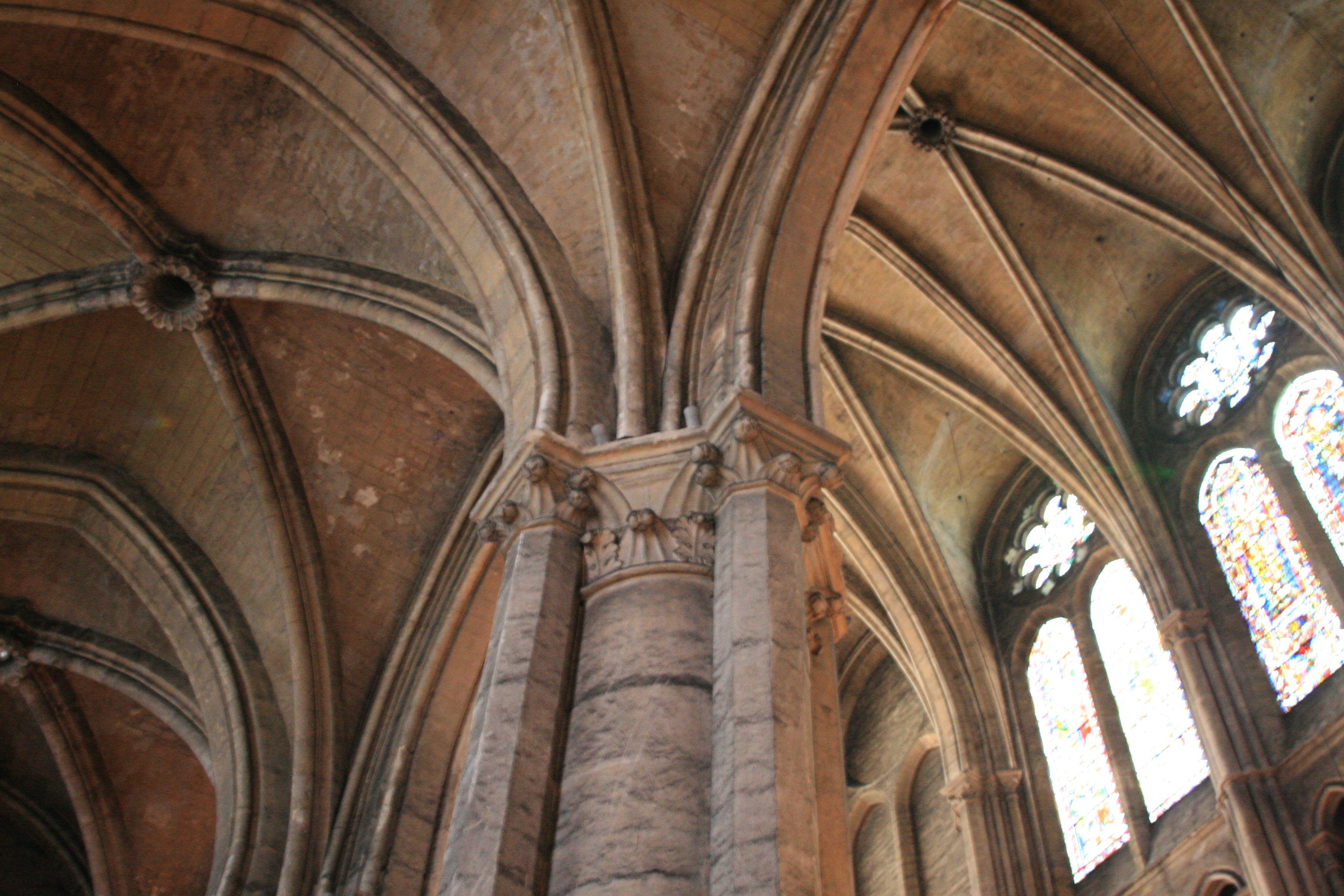
Фрагмент склепіння собору
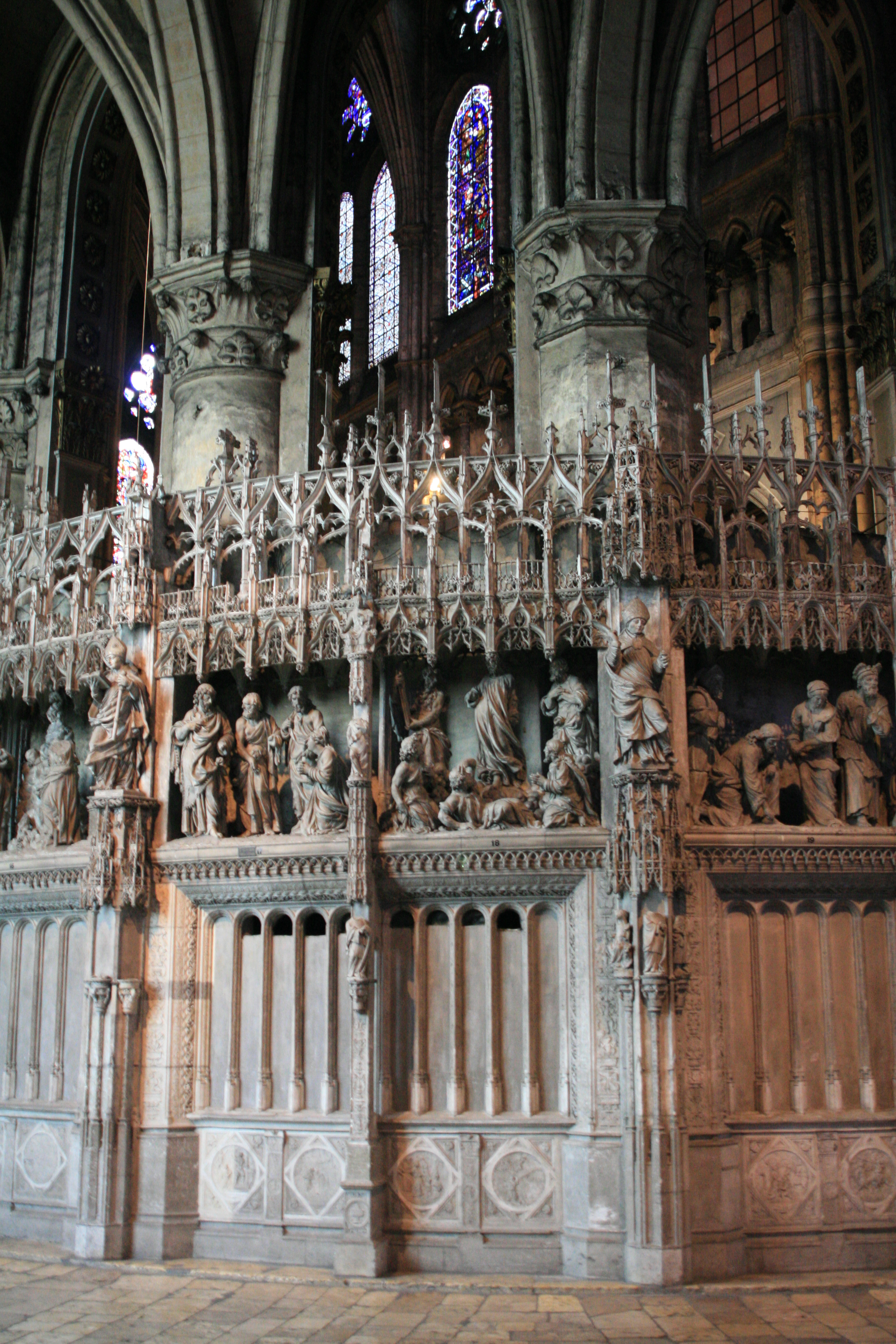
Різьблена стіна, що відокремлює вівтарну частину
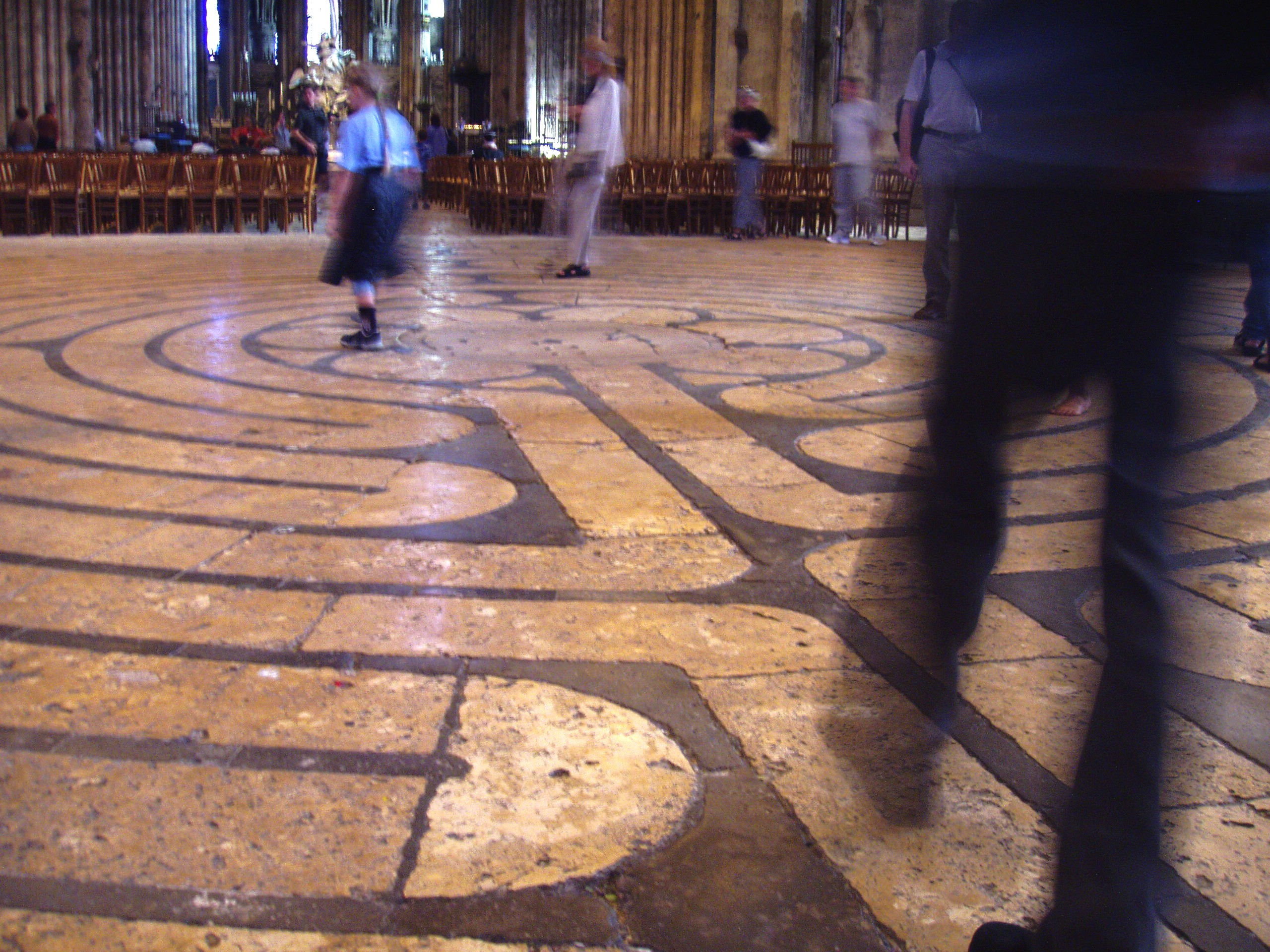
Лабіринт
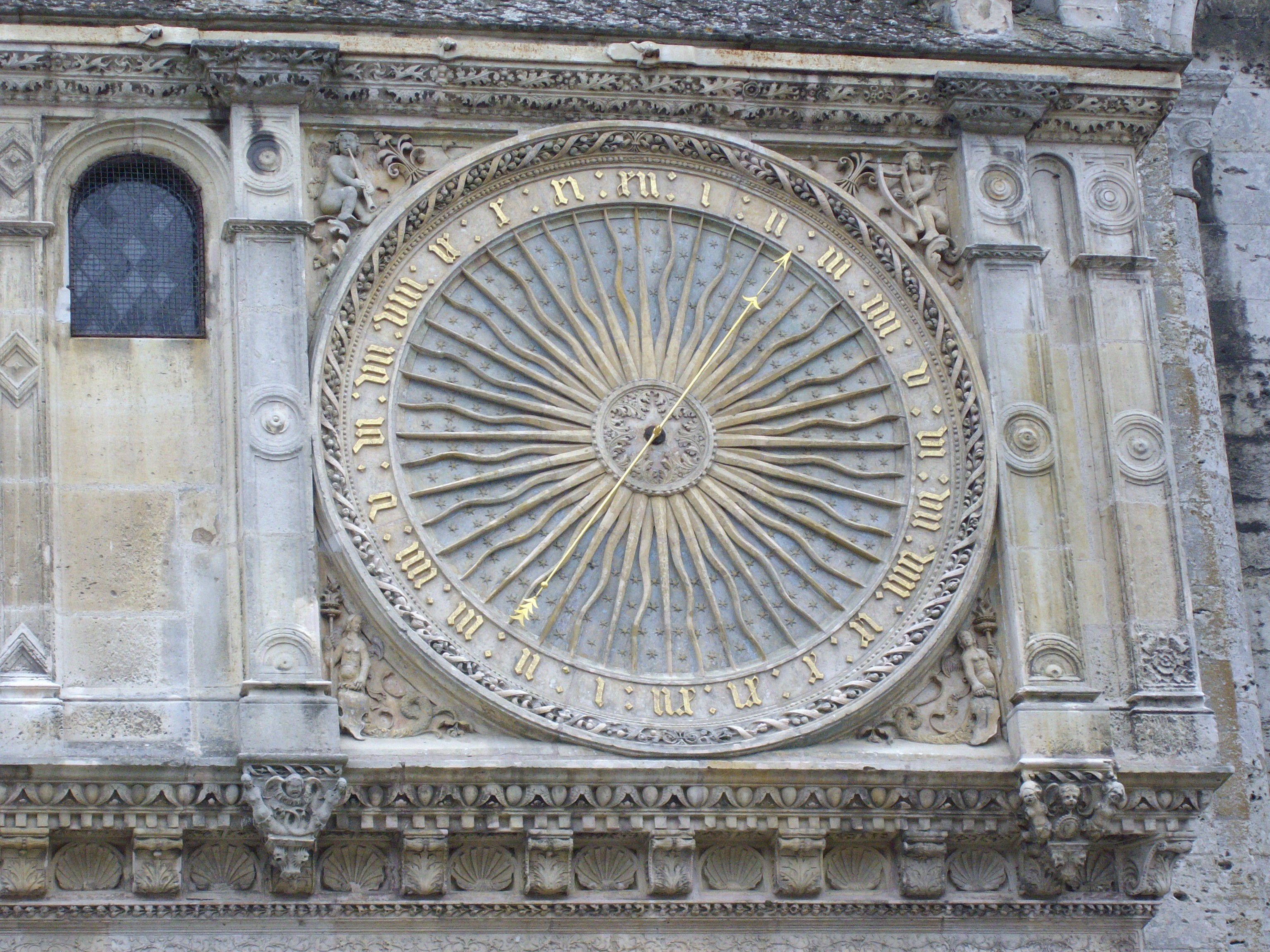
Астрономічний годинник
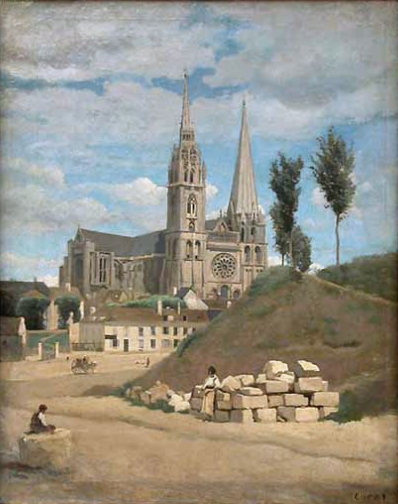
На художньому полотні (1830)
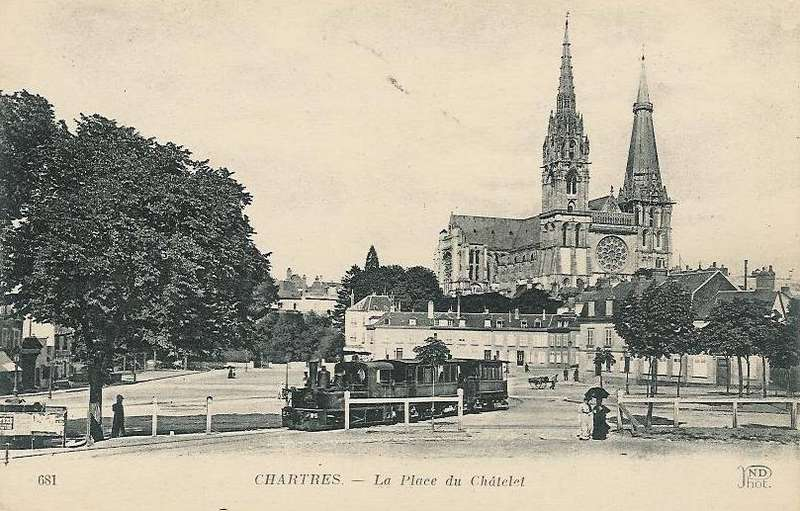
На світлині (1910)
План Шартрського собору
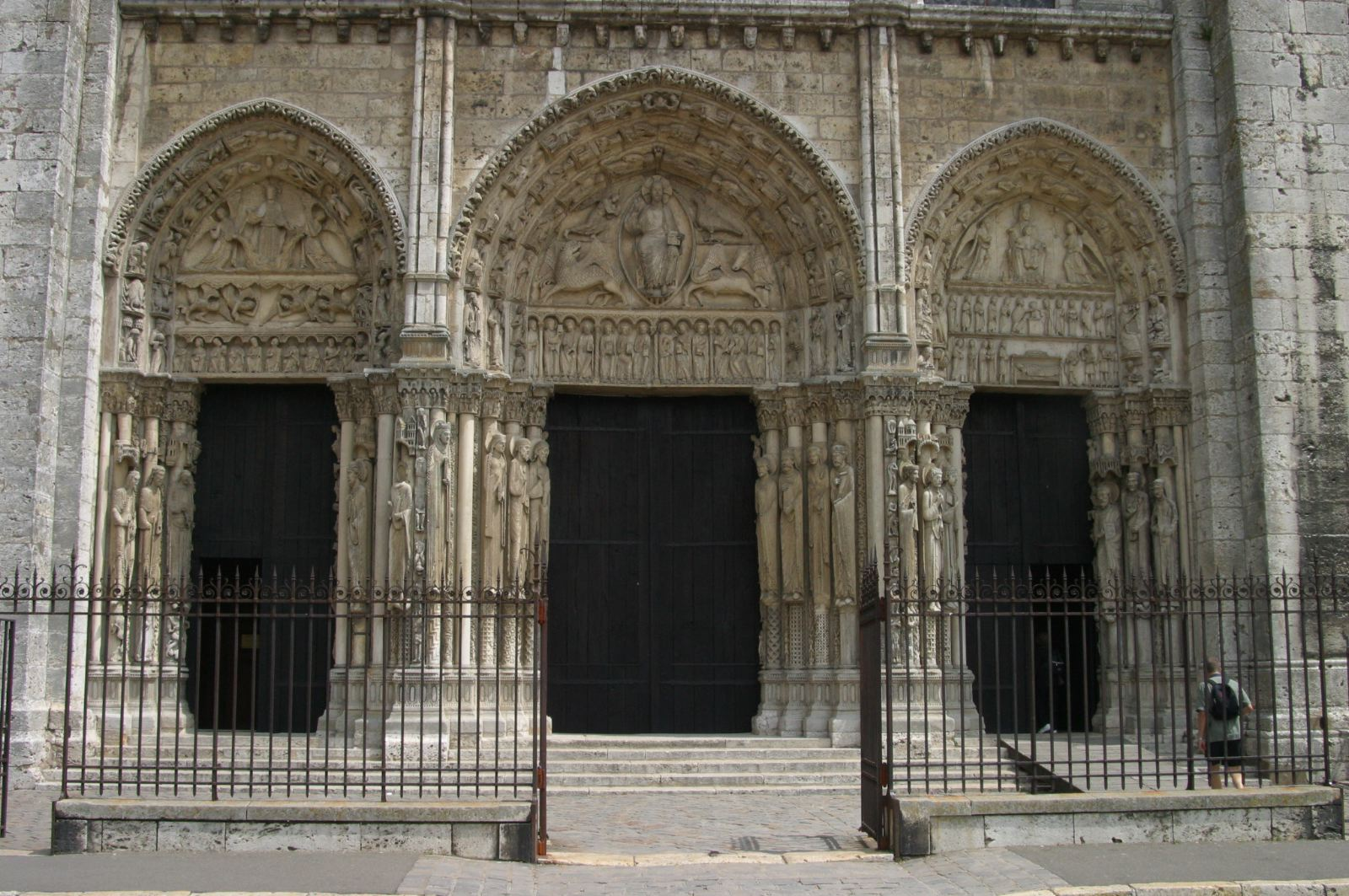
Портали собору
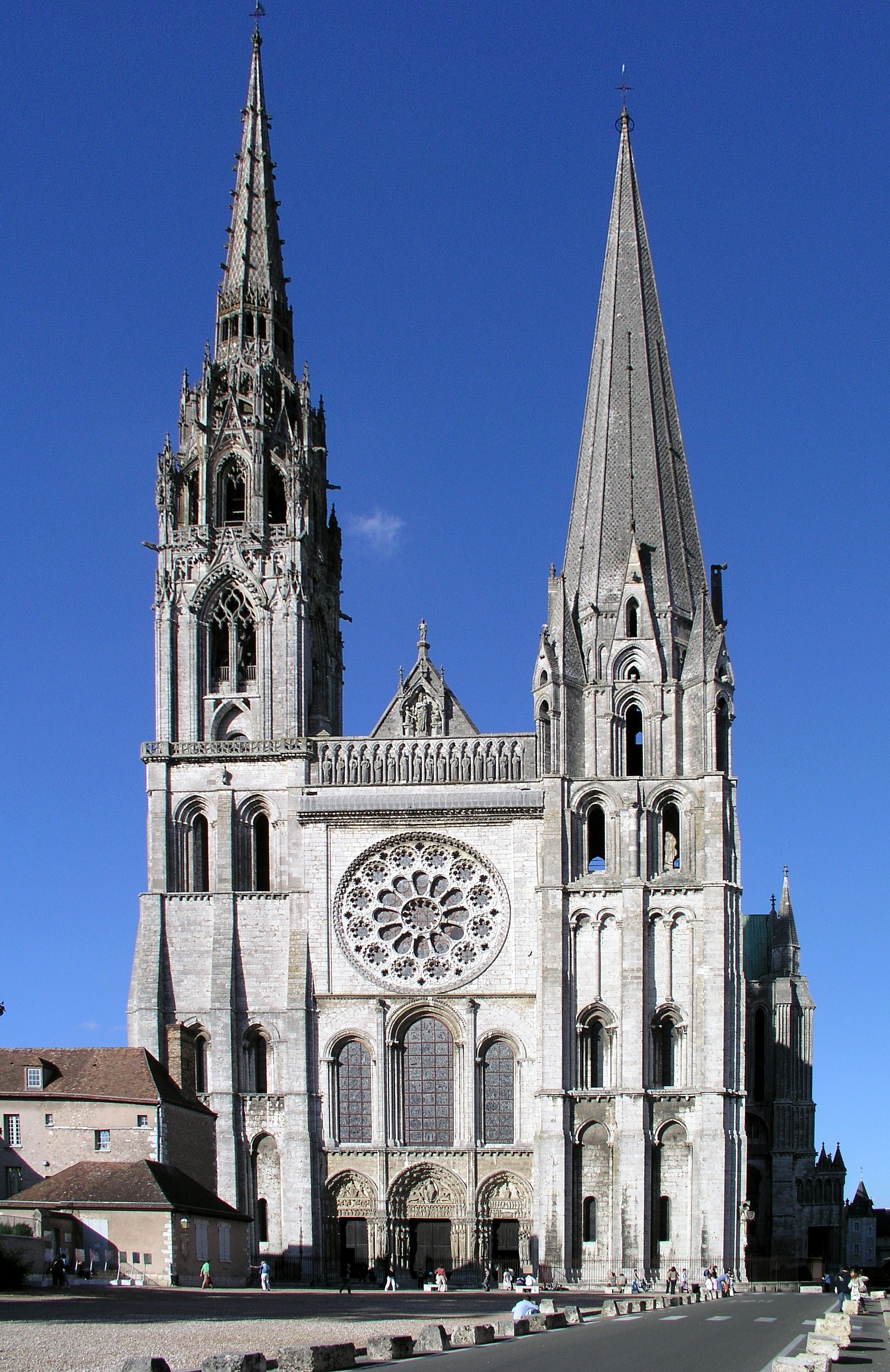
Західний фасад Шартрського собору